# (3490) Šolc
(3490) Šolc – planetoida z grupy pasa głównego asteroid okrążająca Słońce w ciągu 3 lat i 263, w średniej odległości 2,4 j.a. Została odkryta 20 września 1984 roku w Obserwatorium Kleť w pobliżu Czeskich Budziejowic przez Antonína Mrkosa. Nazwa planetoidy pochodzi od Ivana Šolca, czeskiego wynalazcy. Przed nadaniem nazwy planetoida nosiła oznaczenie tymczasowe (3490) 1984 SV.